# Trigonoptera maculifascia
Trigonoptera maculifascia är en skalbaggsart som beskrevs av J. Linsley Gressitt 1984. Trigonoptera maculifascia ingår i släktet Trigonoptera och familjen långhorningar. Inga underarter finns listade i Catalogue of Life.